# バカガイ
バカガイ（破家蛤、馬珂蛤、バカ貝、馬鹿貝、学名：Mactra chinensis）は、異歯亜綱- バカガイ上科- バカガイ科- バカガイ属（学名：Mactra）に分類される二枚貝の一種（1種）。東南アジアから東アジア南部にかけての浅海に分布する。ミナトガイ、シオフキガイ、また地方によってはウバガイとも呼ばれる。
関東地方では、アサリやハマグリなどと並んで食用としてなじみ深い貝であり、日本語では、「食用加工品となった状態の軟体部位全体」を指して、『青柳（あおやぎ、アオヤギ）』とも呼ぶ（生物の名前ではない）。季語、三春。

## 呼称

### 学名
種小名 chinensis は「中国」の意。

### 日本語名
和名の「バカガイ」の名の由来については諸説ある。
- 外見はハマグリに似ているものの、貝殻が薄く壊れやすいことから「破家貝」として名付けられたとする説[3]
- いつも貝の口をあけてオレンジ色をした斧足（ふそく、筋肉による足）を出している姿が、あたかも口を開けて舌を出している「馬鹿」な者のように見えたとする説[3]
- 一度に大量に漁獲されることがあるので、「『バカ』に（「非常に、凄く」の意）多く獲れる貝」の意でその名が付いたとの説
- たくさん獲れた地域の名「馬加（まくわり）」（現在の幕張）を「バカ」と音読みし、「バカ貝」と呼ばれるようになったとする説
- 馬鹿がハマグリと勘違いして喜ぶ様から馬鹿が喜ぶ貝という意味であるとする説
- 蓋を閉じずに陸に打ち上げられて鳥に食べられてしまうことなどの行動から「バカ貝」と呼ばれるようになったとする説[3]。
- 頻繁に場所を変える「場替え貝」から来ているとする説[3]。

## 生物的特徴

### 形態
殻長は8cmほどで、殻は薄くてもろい。殻の外側は黄褐色の殻皮を被り、肉色を帯びた灰白色で、後端部は淡紫色をしている。

### 生態・分布
ベトナム、台湾、中国南部、朝鮮南部、日本（主に北海道から九州）など、東南アジアから東アジア南部にかけての浅海のうち、内湾の砂底に棲息する。
産卵は2- 9月の長期にわたって徐々に行われる。
斧足はヒトデなどの外敵から身を守るために砂の中に潜るのに使われる。潜る速さはアサリ、ハマグリに比べて最も速い。また、斧足を使ってのジャンプを繰り返すことで外敵から逃げることが可能である。ハマグリは殻を強く閉じて身を守るが、バカガイは閉じる力は弱いため、逃げのびて身を守る方法をとっているのである。

## 人間との関わり

### 食用

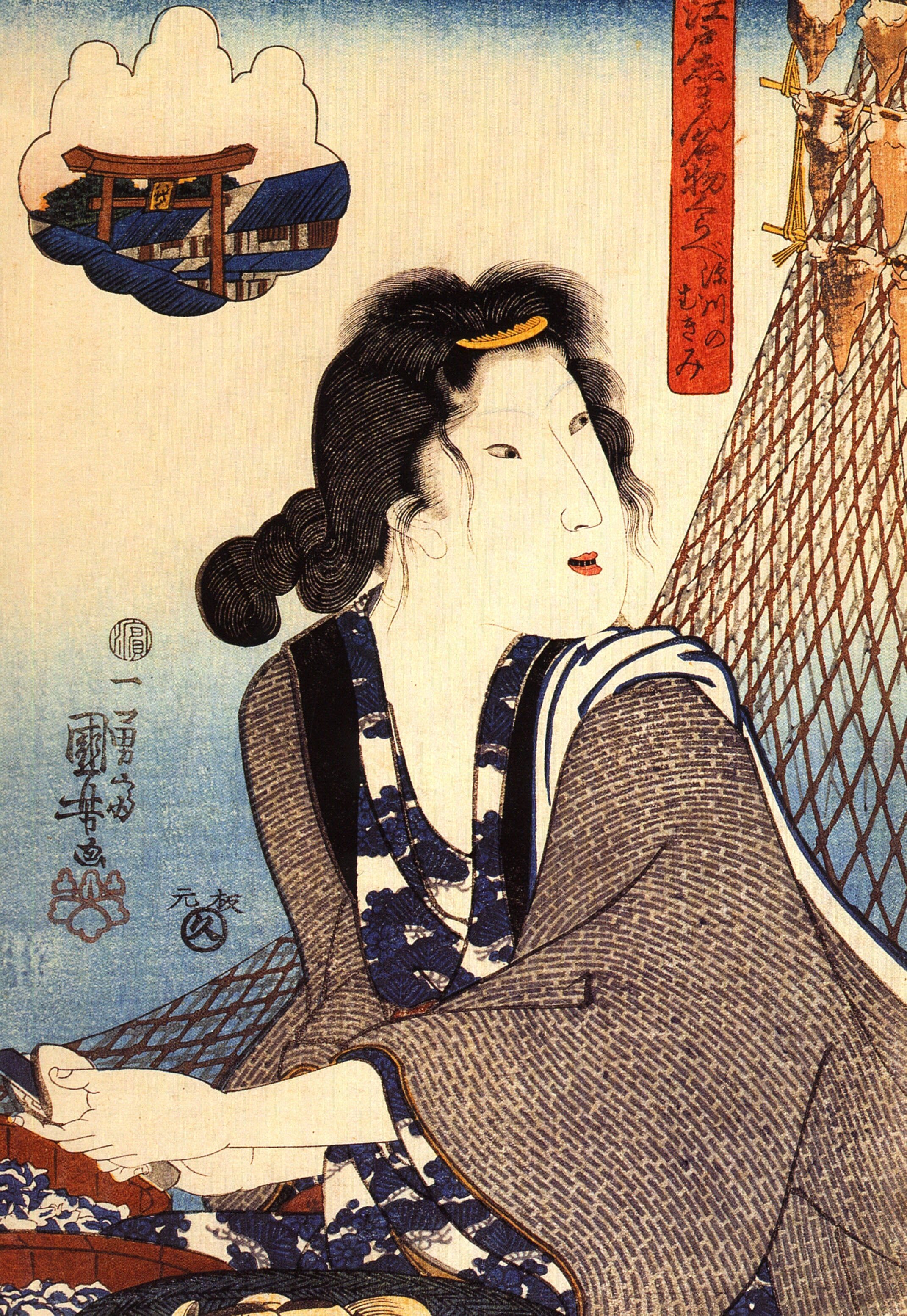
バカガイの剥き身を造る深川のむきみ女を描いた歌川国芳の浮世絵。

寿司の種としては「青柳（あおやぎ、アオヤギとも記す）」と呼び、全国的にも広く認知されるようになっている。この名は「馬鹿貝」とも解せるものを寿司ネタとして供したり、品書きに表したりすることを嫌った江戸時代の江戸前寿司の職人が、当時の江戸周辺地域におけるバカガイの一大集積地（一手に集めて出荷する場所）であった上総国市原郡青柳（現・千葉県市原市青柳二丁目）の地名に代表させて、これを雅称として呼び代えたのが始まりである。貝の足の部分がヤナギの葉に似ていることからアオヤギと名付けたという説もある。したがって、「青柳」は貝殻を取り除いた軟体部位全体を指す語であり、必ずしも「バカガイ」の別称とは言えない。なお、市原市青柳の海岸は埋め立てられて京葉工業地域となっているため現代ではバカガイを扱っておらず、関東圏における現代のバカガイの集積地は千葉県富津市となっている。1970年代中盤に入って水質の悪化に弱いアカガイが減少すると、関東圏の寿司屋ではブームと呼べるほどバカガイの引き合いが増え、兵庫県淡路島から出荷された。
閉殻筋（貝柱）を選り分けたものは「小柱（こばしら）」又は「あられ」、斧足の部分のみにされたものは「舌切（したきり）」と呼ばれる。青柳や舌切は握り寿司やぬたなどに、小柱は掻き揚げや釜飯、軍艦巻きやかけそばの種などにされる。水中に棲息するため、酸欠に弱く砂抜きができないため、身全体は食べられない（ただ、日本のバラエティ番組『所さんの目がテン!』が行った実験では、海水に浸けたバカガイにエアーポンプで空気を送り、砂抜きに成功。身全体を食べることができた）。
初期の深川めしはアサリでなくバカガイを使用していた。
干物にしたものは珍味として珍重されている。干物については、むき身をそのまま乾燥させたものは「桜貝」（さくらがい）、斧足を引き伸ばして乾燥させたものは「姫貝」（ひめがい）と呼ばれる。
千葉県の郷土料理ともなっている「なめろう」や「さんが焼き」にも使用されることがある。

#### 調理法
貝をできるだけ広い容器で普通に砂抜きをした後、さらに鍋に熱湯を沸かし塩を少々入れ、軽く湯がく。口を開いたら、すぐ打ち上げて一粒ずつ指で砂がたまった部分を取り除く。この状態で食べることも可能。

### 言語文化
夏目漱石『吾輩は猫である』に「行徳の俎（まないた）」という言葉が登場しているが、これは、バカガイの産地であった行徳（現.千葉県市川市行徳）のまな板はバカで擦れている（人ずれしている）という地口である。